# 長尾謙杜
長尾 謙杜（ながお けんと、2002年〈平成14年〉8月15日 - ）は、日本のアイドル、タレント、俳優。男性アイドルグループ・なにわ男子のメンバー。
大阪府出身。STARTO ENTERTAINMENT所属。

## 来歴
8歳の時に海遊館のCMに出演するなど、子役として活動。小学6年生のとき、テレビや舞台に興味を持っていたことから、自分でジャニーズ事務所に応募し、2014年11月23日にジャニーズ事務所に入所。同期に同グループ・道枝駿佑、高橋恭平（なにわ男子）、大西風雅、西村拓哉（Lil かんさい）がいる。
2015年3月の『春休みスペシャルshow 2015』に初めて関西ジャニーズJr.として出演する。
2018年5月、『ちびっ子お笑い七変化 少年KABUKI』で道枝駿佑と初座長を務める。同年、関西ジャニーズJr.内ユニット・なにわ男子のメンバーに選ばれる。
2019年4月期放送の日本テレビ系土曜ドラマ『俺のスカート、どこ行った?』で連続ドラマに初出演。
2019年8月の舞台『少年たち 青春の光に…』で衣装を担当。舞台部分の衣装は演出家と相談して決め、SHOW TIME部分の衣装についてはすべて自身で決定した。また、なにわ男子のオリジナルソング「アオハル〜with U with me〜」の新規衣装のデザインも手がけた。
2021年11月12日、なにわ男子としてシングル『初心LOVE』でCDデビューした。
2023年4月、第62作『どうする家康』に久松源三郎勝俊役でNHK大河ドラマ初出演。7月13日、女性ファッション誌『ViVi』の人気投票企画「2023年上半期 ViVi国宝級イケメンランキング」NEXT部門1位を獲得した。
2024年8月15日、自身の誕生日に個人公式Instagramを開設した。

## 人物
子役時代、役者の芦田愛菜と所属事務所が同じだった。当時は一緒に演技教室へ行っていたこともあり、芦田が出演していたドラマを観ると「愛菜ちゃんや！」と応援しながら観ていたと話している。
憧れの先輩は生田斗真。映画『僕等がいた』を観たのがきっかけ。生田について、「演技力もトーク力もある斗真くんは、入所前から憧れの人」、「ジャニーズの中でも、アイドルじゃなくて俳優っていう新しいジャンルを開いた方だと思う」「斗真くんは自分で行く道を作ったので、そこがすごい」と語っている。
大のサッカーファンとして知られる。先輩であるHey! Say! JUMPの薮宏太とはサッカー仲間であり、2025年には薮が司会を務める『チャンピオンズリーグダイジェスト!』にも出演した。また、スペインのレアルマドリードやフランスのパリサンジェルマンのファンであることを明かしている。

## 受賞歴
2023年
- 「2023年上半期 ViVi国宝級イケメンランキング」NEXT部門1位[20]

2025年
- atmos presents SNEAKER BEST DRESSER AWARD アイコン・オブ・ザ・イヤー[32]

## 出演
ユニットとしての出演はなにわ男子#出演を参照。個人での出演のみ記載。

### テレビ番組
- Jr.選抜!標への道（2018年7月2日・9日・11日・16日、日本テレビ） [33]
  - 「いて座のA型BOY」 - 謙杜 役
  - 「おうし座のО型BOY」 - 星座の神 役

### テレビドラマ
- 俺のスカート、どこ行った?（2019年4月20日 - 6月22日、日本テレビ） - 若林優馬 役[13]
- 年下彼氏 第7話「男らしいところあるじゃん」（2020年5月3日、朝日放送） - 主演・山村旭 役（関西ジャニーズJr.として主演）[34]
- メンズ校（2020年10月7日 - 12月23日、テレビ東京） - 主演・花井衛 役（なにわ男子として主演）[35]
- となりのチカラ（2022年1月20日 - 3月31日、テレビ朝日） -  柏木託也 役[36]
- パパとムスメの7日間（2022年7月27日 - 9月14日、TBS） - 大杉健太 役[37]
- 王様に捧ぐ薬指（2023年4月18日 - 6月20日、TBS） - 羽田陸 役[38]
- 大河ドラマ どうする家康 第16回（2023年4月30日、NHK） - 久松源三郎勝俊 役[19][39]

### Webドラマ
- 女王様に捧ぐ薬指（2023年5月2日 - 6月20日、Paravi） - 主演・羽田陸 役[40]

### 映画
- 関西ジャニーズJr.のお笑いスター誕生！（2017年8月26日、松竹） - 稲毛潤（回想）役 [41]
- HOMESTAY（2022年2月11日、Amazon Prime Video） - 主演・シロ（小林真）役[42]
- 岸辺露伴 ルーヴルへ行く（2023年5月26日、アスミック・エース） - 岸辺露伴（青年期） 役[43]
- 室町無頼（2025年1月17日、東映） - 才蔵 役[44]
- おいしくて泣くとき（2025年4月4日、松竹） - 主演・風間心也 役[45][46]
- 恋に至る病（2025年10月24日公開予定、アスミック・エース） - 主演・宮嶺望 役（山田杏奈とW主演）[47]
- 俺ではない炎上（2025年9月26日公開予定、松竹） - 青江 役[48]

### コンサート
- 関西ジャニーズJr. 『春休みスペシャルshow 2015』（2015年3月21日 - 31日、大阪松竹座）[11]
- 関西ジャニーズJr. 『X'mas Show2015』（2015年11月29日 - 12月25日、大阪松竹座）[49]
- 関西ジャニーズJr. 『春休みスペシャルshow 2016』（2016年3月31日 - 4月11日、大阪松竹座）[50]
- 関西ジャニーズJr. 『X'mas Show 2016』（2016年11月30日 - 12月25日、大阪松竹座）[51]
- 関西ジャニーズJr. 春のSHOW合戦（2017年3月4日 - 28日、大阪松竹座）[52]
- 関西ジャニーズJr. 『X'mas SHOW 2017』（2017年12月1日 - 25日、大阪松竹座）[53]
- 関西ジャニーズJr. Concert 2018 〜Happy New ワン Year〜（2018年1月3日・4日、大阪城ホール）[54]
- 関西ジャニーズJr. 『春休みスペシャルShow 2018』（2018年3月1日 - 24日、大阪松竹座）[55]

### 舞台
- 少年たちシリーズ（大阪松竹座）
  - 少年たち 世界の夢が…戦争を知らない子供たち（2015年8月2日 - 26日）[56]
  - 少年たち 南の島に雪は降る（2017年8月2日 - 27日）[57]
  - 明日を駆ける少年たち（2018年8月4日 - 30日）[58]
- ANOTHER & Summer Show（2016年8月2日 - 26日、大阪松竹座）[59]
- JOHNNYS' Future WORLD（2016年10月8日 - 25日、梅田芸術劇場メインホール）[60]
- ちびっ子お笑い七変化 少年KABUKI（2018年5月4日 - 6日、国立文楽劇場小ホール[61][62]） - 主演・庵の平兵衛 役[63]（道枝駿佑とW主演）[3]
- 青木さん家の奥さん（2021年1月8日 - 24日、東京グローブ座 / 2月17日 - 28日、サンケイホールブリーゼ[64]）[65]

### 広告
- スワロフスキー ホワイトデーキャンペーン（2023年3月 - ）[66]
- ファイントゥデイ「シーブリーズ」（2023年3月16日 - ）[67]
- パルグループホールディングス「パルクローゼット」（2024年10月16日 - ） - アンバサダー[68]

## 書籍

### 雑誌連載
- なにわ男子 長尾謙杜のデザイナー修業はじめました。[69]（2021年2月号 - 10月号、『関西ウォーカー』、KADOKAWA）